# Expedição 46
Expedição 46 foi uma expedição humana de longa duração na Estação Espacial Internacional, composta por seis astronautas de três países, três russos, dois norte-americanos e um britânico, o primeiro astronauta do Reino Unido a visitar a estação orbital. Entre os tripulantes estavam o astronauta Scott Kelly e o cosmonauta Mikhail Kornienko, que participaram da missão especial de um ano no espaço e integraram outras três Expedições consecutivas na ISS desde março de 2015 e retornando à Terra ao fim desta. Iniciada em 11 de dezembro de 2015, sua conclusão se deu em 2 de março de 2016, com a desacoplagem da nave Soyuz TMA-18M trazendo três de seus integrantes de volta à Terra.

## Tripulação
| Posição             | Primeira parte (Dezembro de 2015) | Segunda parte (Dezembro de 2015 até março de 2016) |
| ------------------- | --------------------------------- | -------------------------------------------------- |
| Comandante          | Scott Kelly                       | Scott Kelly                                        |
| Engenheiro de voo 1 | Mikhail Kornienko                 | Mikhail Kornienko                                  |
| Engenheiro de voo 2 | Sergei Volkov                     | Sergei Volkov                                      |
| Engenheiro de voo 3 |                                   | Yuri Malenchenko                                   |
| Engenheiro de voo 4 |                                   | Timothy Peake                                      |
| Engenheiro de voo 5 |                                   | Timothy Kopra                                      |

## Insígnia
Sobre o fundo preto da insígnia sobressai o número 46, referente a esta  expedição. No alto, metade da circunferência da Terra apoia as bandeiras das nações dos seis integrantes. A bandeira do Reino Unido vem no centro em homenagem à importância à participação do primeiro astronauta britânico  da Agência Espacial Europeia no espaço e numa missão na ISS. Em formato triangular, a borda da insígnia tem em uma linha contínua sem quebras, simbolizando a jornada infinita de descobertas e conhecimento dos exploradores espaciais do passado, do presente e do futuro. Os nomes dos seis tripulantes estão escritos nas bordas da insígnia.

## Missão
Esta expedição fez experiências nos campos da biologia, biotecnologia, astrofísica, investigações na área de ciências físicas e atividades educacionais. Além da instalação de novos equipamentos, os tripulantes fizeram experiências que ajudarão os pesquisadores  a testar o uso de habitats infláveis na microgravidade, analisar micróbios vivendo na estação espacial e o crescimento de cristais de proteínas em órbita. Todos os experimentos visaram a ajudar o conhecimento humano para as futuras missões interplanetárias.
Durante a duração da expedição houve as visitas de três naves não-tripuladas Progress, uma HTV, uma nave Dragon e uma Cygnus, todas para manutenção e transporte de carga para a ISS.
Em 19 de dezembro de 2015, os astronautas Kelly e Kopra tiveram que fazer uma caminhada espacial não-planejada para consertar um problema na base da plataforma para os braços robóticos, realizada com sucesso. Em 8 de janeiro de 2016, adolescentes da Sandringham School, uma escola secundária em St Albans, Inglaterra, conversaram com Tim Peake no espaço através de frequência de radioamador. Em 15 de janeiro, Kopra e Peake fizeram a primeira caminhada espacial planejada da missão para realizar consertos, troca de equipamentos e manutenção externa, marcando a primeira AEV feita por um britânico, que usou a bandeira do Reino Unido em sua Unidade de Mobilidade Extraveicular e fez um selfie de sua caminhada. A atividade teve que ser interrompida prematuramente devido ao aparecimento de uma grande bolha de água dentro do capacete de Kopra, provavelmente vazada do equipamento de refrigeração do traje pressurizado, um incidente semelhante ao ocorrido com o astronauta italiano Luca Parmitano em 2013. Mesmo abortada, a operação de conserto foi bem sucedida restabelecendo força total na estação pela primeira desde novembro. A caminhada de Peake no espaço foi acompanhada pelo primeiro-ministro-britânico David Cameron, que lhe desejou boa sorte pelo twitter.
Em 28 de janeiro de 2016, data dos 30 anos da tragédia do ônibus espacial Challenger, a tripulação prestou um tributo de um minuto de silêncio em homenagem aos astronautas mortos nesta missão, na missão da espaçonave Columbia e no incêndio da Apollo 1, em 1967.
A expedição foi encerrada à 1:02 UTC de 2 de março de 2016, com a desacoplagem da Soyuz TMA-18M do módulo Poisk e seu retorno à Terra, deixando na ISS os três tripulantes que iniciaram a Expedição 47. Junto com o comandate da nave, Sergei Volkov, retornaram o cosmonauta Yuri Malenchenko  e o astronauta Scott Kelly, que cumpriram 340 dias no espaço como integrantes da One Year Mission.

## Galeria

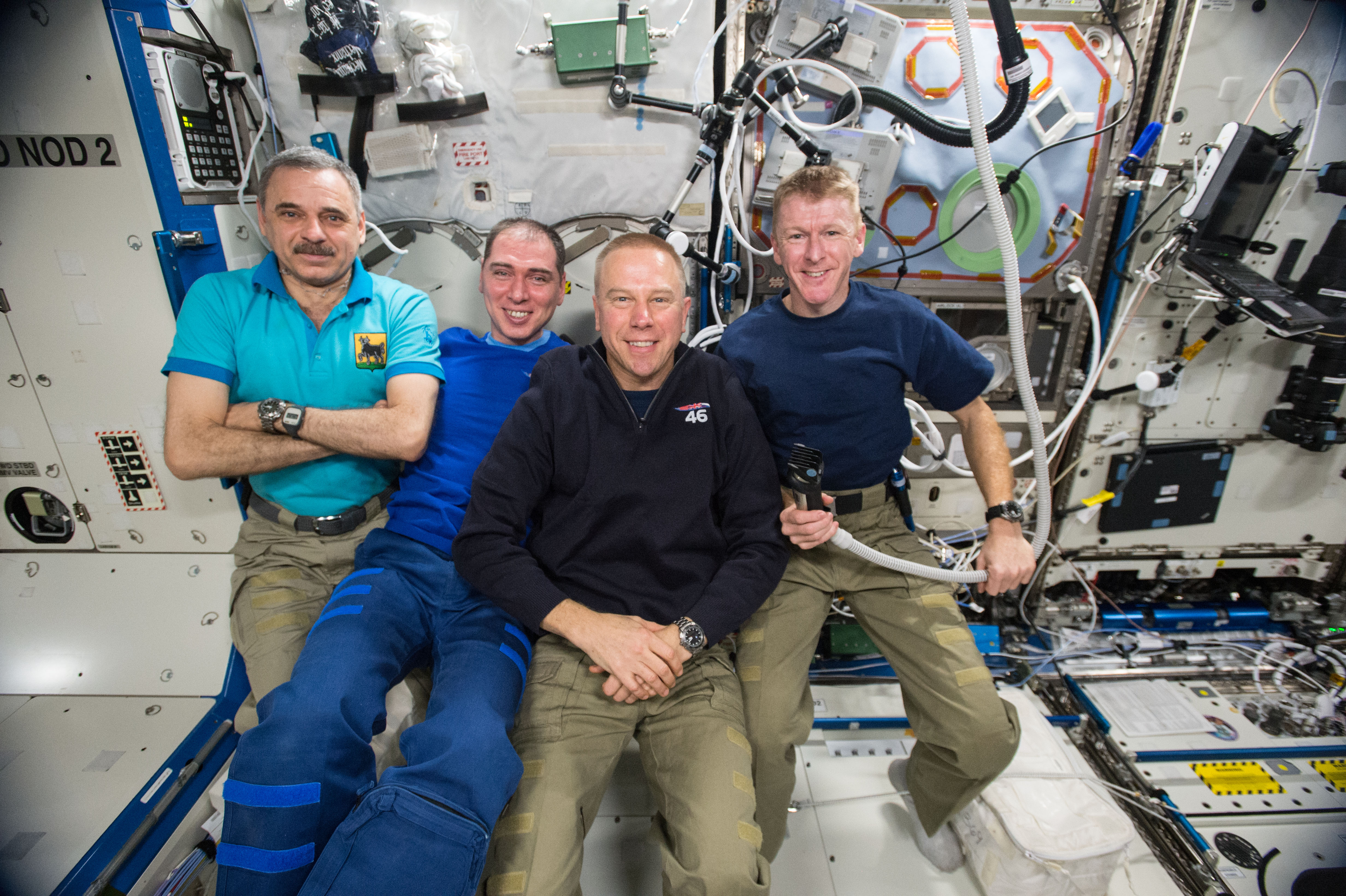
Tripulantes reunidos no módulo Unity.
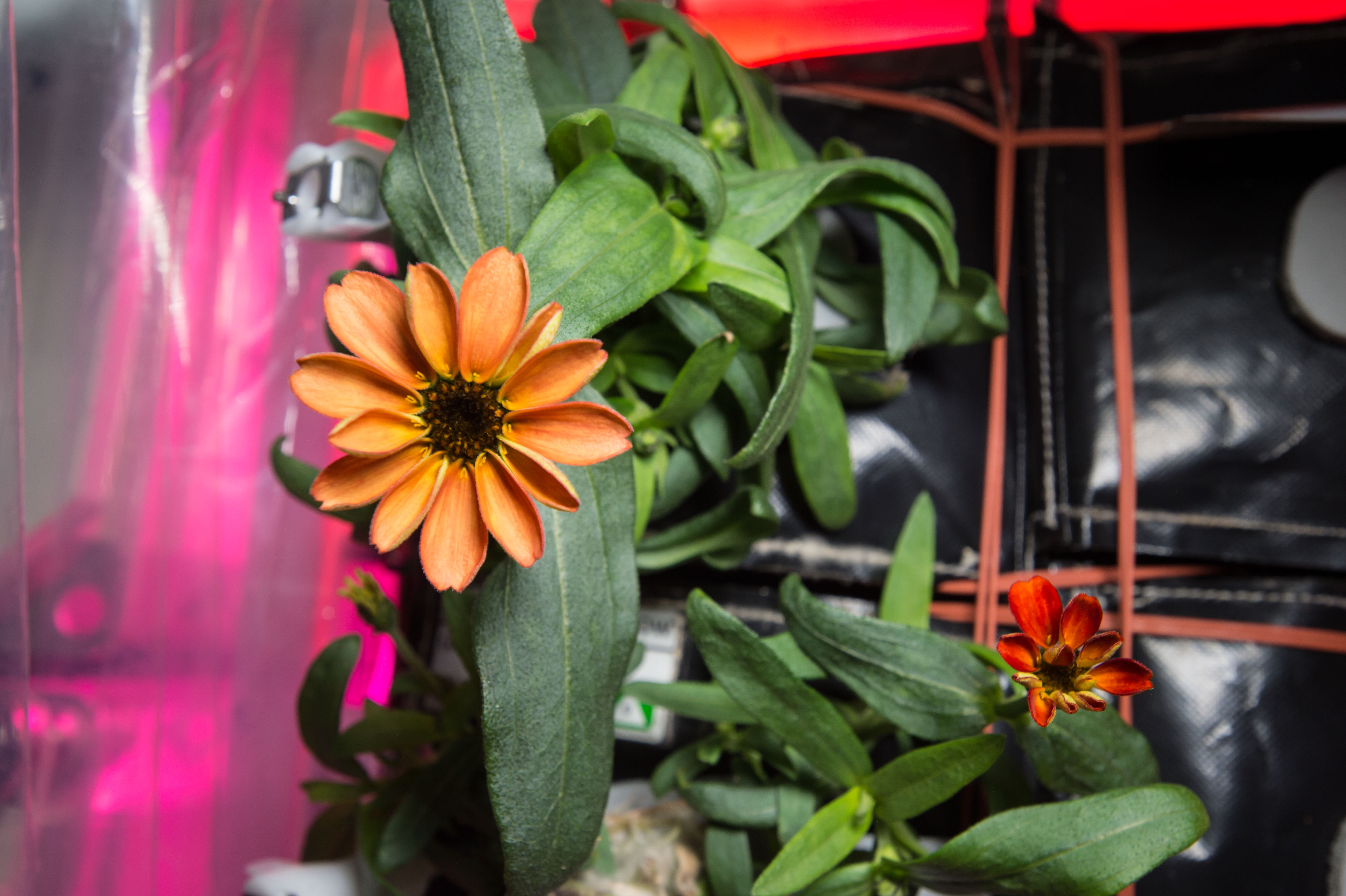
Uma flor Zinnia crescendo na microgravidade dentro da cúpula da estação espacial.
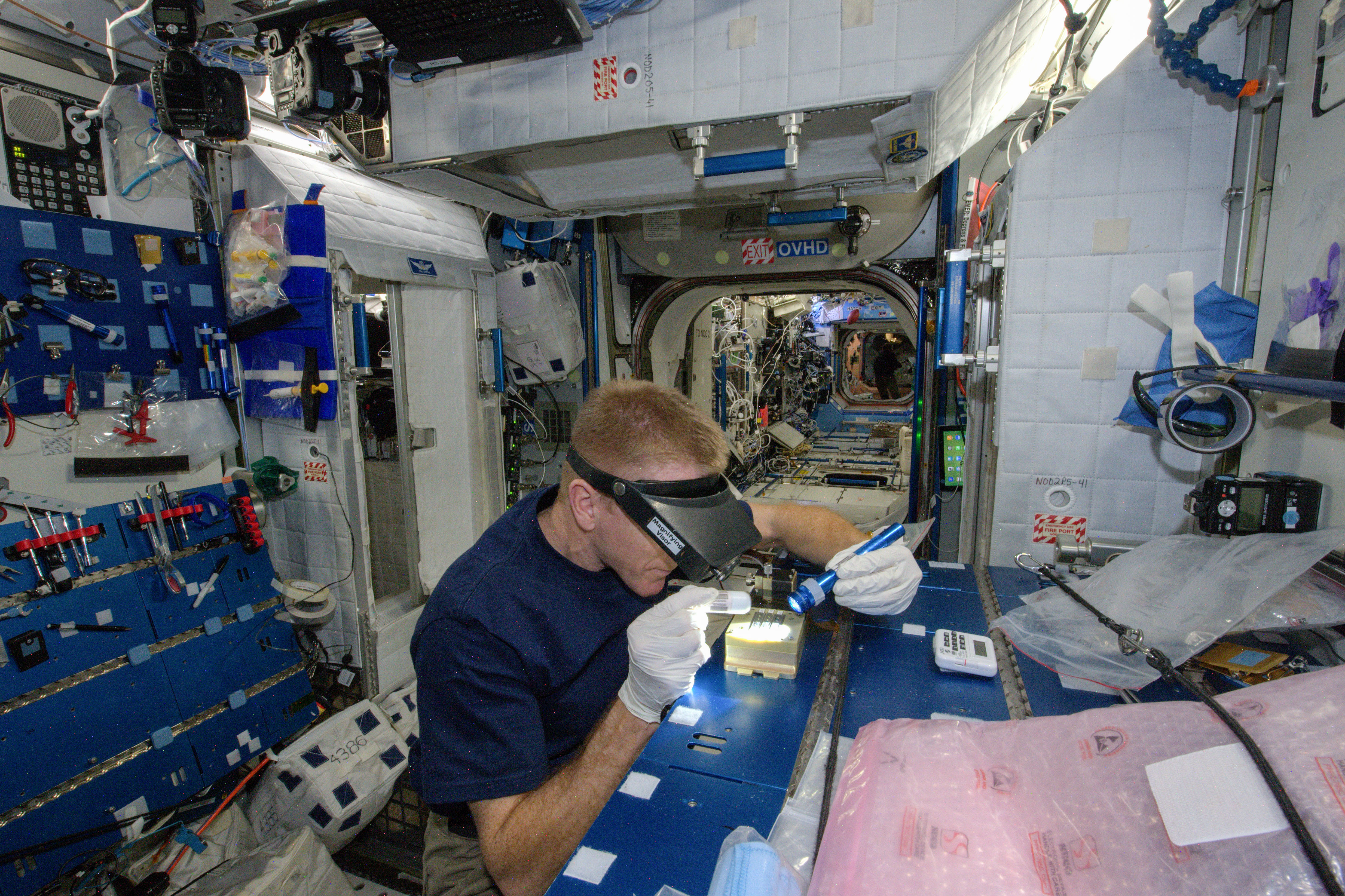
Tim Peaks trabalhando numa experiência.
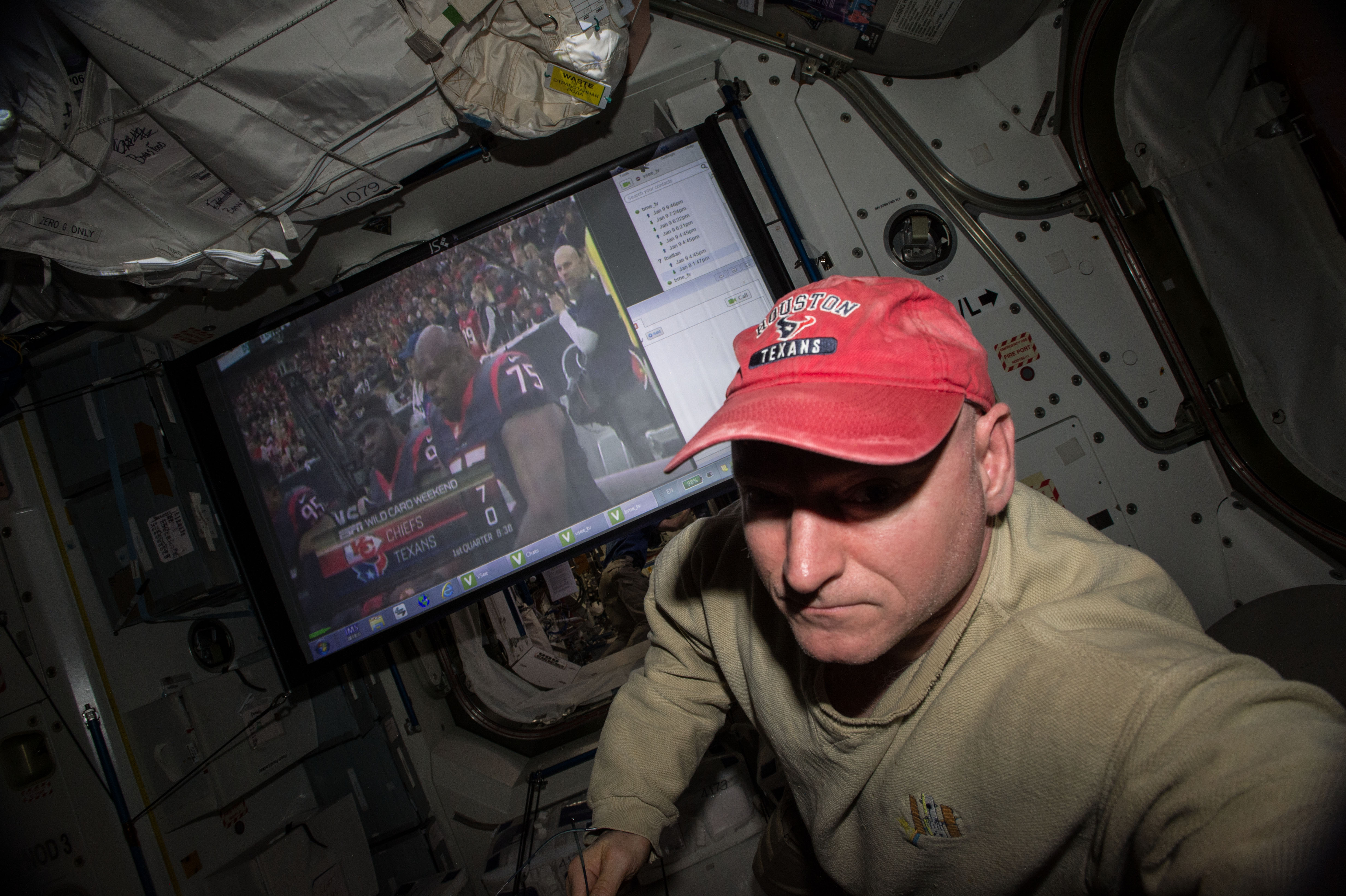
Scott Kelly assiste ao vivo um jogo de seu time de futebol americano na estação.
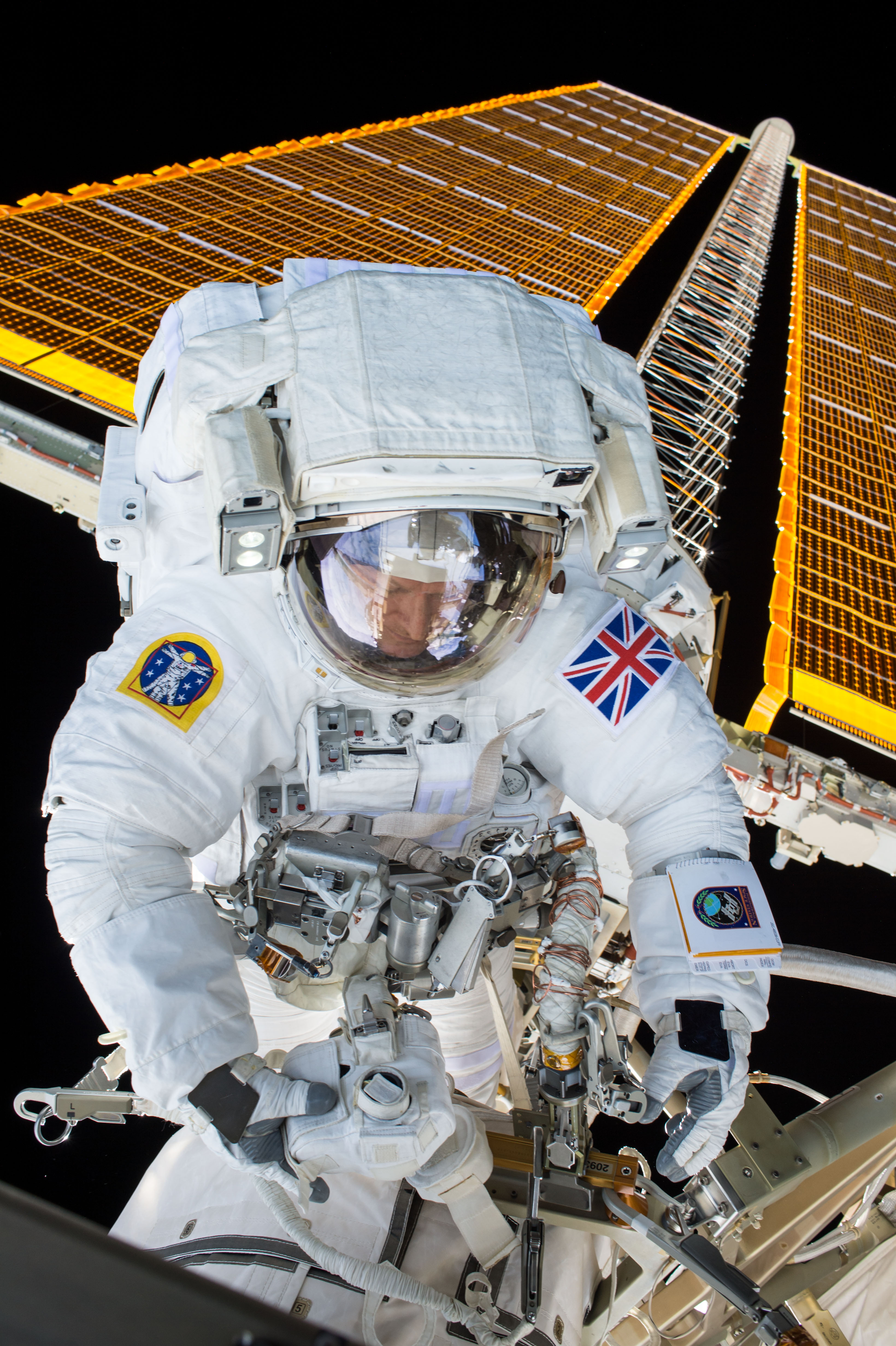
Peake faz sua caminhada espacial, a primeira de um astronauta britânico.
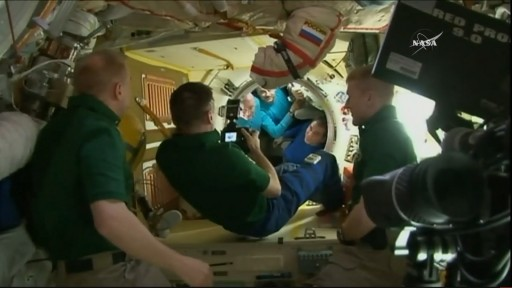
A tripulação da Soyuz TMA-18M se despede dos demais tripulantes da ISS, encerrando a Expedição.